# Oakley (Califórnia)
Oakley é uma cidade localizada no estado americano da Califórnia, no condado de Contra Costa. Foi incorporada em 1 de julho de 1999.

## Geografia
De acordo com o United States Census Bureau, a cidade tem uma área de 41,8 km², onde 41 km² estão cobertos por terra e 0,8 km² por água.

### Localidades na vizinhança
O diagrama seguinte representa as localidades num raio de 16 km ao redor de Oakley.

## Demografia

### Censo 2010
Segundo o censo nacional de 2010, a sua população é de 35 432 habitantes e sua densidade populacional é de 863,11 hab/km². Possui 11 484 residências, que resulta em uma densidade de 279,75 residências/km².

### Censo 2000
De acordo com o censo nacional de 2000, a densidade populacional era de 796,4/km² (2063,2/mi²) entre os 25.619 habitantes, distribuídos da seguinte forma:
- 75,50% caucasianos
- 3,42% afro-americanos
- 0,89% nativo americanos
- 2,86% asiáticos
- 0,29% nativos de ilhas do Pacífico
- 10,58% outros
- 6,46% mestiços
- 24,98% latinos

Existiam 6461 famílias na cidade, e a quantidade média de pessoas por residência era de 3,26 pessoas.